# フランク・ヴァレンティーノ
フランク・ヴァレンティーノ （Frank Valentino, 1907年  -  1991年6月14日）はアメリカのバリトン歌手。 

## 経歴
ニューヨークでフランシス・ヴァレンタイン・ディンハウプト (Francis Valentine Dinhaupt)として生まれる。11歳の時にデンバーに引っ越し、彼はそこで音楽の勉強を始めた。1926年にイタリアに留学し、翌年にはジュゼッペ・ヴェルディの《椿姫》のジェルモン役としてパルマでデビューを果たした。この時、イタリア人のプロデューサーから名を売るためにフランチェスコ・ヴァレンティーノ(Francesco Valentino)の芸名をもらった。1920年代後半から1930年代にかけて、ミラノ・スカラ座やイギリスのグラインドボーン音楽祭など、ヨーロッパの主要な歌劇場に登場して名声を高めた。 
1940年に帰国すると、メトロポリタン歌劇場の常連として出演を繰り返し、サンフランシスコ歌劇場やフィラデルフィア・グランド・オペラ・カンパニーの公演にも度々参加した。また、歌劇場に活動の場を絞らず、リサイタルも頻繁に行って名声を確固たるものにした。含む他のアメリカの大手企業と一緒に登場しました 。  さらに、彼は多くのリサイタルやコンサートで演奏しました。1962年に演奏活動から引退した後は、ピーボディ音楽院の声楽教師となり、1977年に隠棲した。 
バージニア州フェアファックスで腎不全のために没す。 